# Церковь Святого Войцеха (Люблин)
Церковь Святого Войцеха, или Церковь Святого Адальберта (пол. Kościół św. Wojciecha) — бывший госпитальный храм, ныне приходская церковь католической архиепархии Люблина в Польше. Храм расположен на улице Подвале, 15. С 10 марта 1967 года является памятником архитектуры под номером А/258.

## История
Деревянная церковь Святого Войцеха при больнице Святого Лазаря была построена в XVII веке на средства Станислава Гарваского. В 1630 году на месте деревянной церкви был построен каменный храм. Из-за высокой влажности здание госпиталя оказалось малопригодным для пациентов, которых перевели в другую больницу, а здание церкви и госпиталя продали частным лицам. В XIX веке церковь была арендована членами местной иудейской общины, которые открыли в ней склад железа. В 1920 году храмово-больничный корпус передали в собственность епархии Люблина. С 1923 по 1937 год здесь находился монастырь крестовых братьев-миссионеров святого Франциска. В 1938 году церковь была передана сёстрам-канониссам. В 1974 году после капитального ремонта в здании бывшей больницы был открыт ретретный дом епархии, который находится в ведении сестёр-серафиток. В части здания также располагается экспозиция музея епархии и детский сад. Из первоначального интерьера храма сохранился лишь образ Святого Войцеха, или Адальберта Пражского.